# ダニエル・スンドグレン
ダニエル・スンドグレン（Daniel Sundgren、1990年11月22日 - ）はスウェーデン・ソルナ出身のサッカー選手。ポジションはサイドバック及びサイドミッドフィルダー。ギリシャ・スーパーリーグ・アリス・テッサロニキ所属。両サイドでプレーできるサイドバックとして活躍しているが、チーム事情や対戦相手によっては両サイドのミッドフィルダーとして起用されることも多い。

## 経歴

### クラブ
2008年にスウェーデン・アルスヴェンスカン1部に属するAIKソルナの育成アカデミーを卒業。その後はスウェーデン2部及び3部のチームで実戦経験を積み、2012年にデーゲルフォシュIFに移籍。リーグ戦110試合に出場し7得点13アシストを記録した。
2016年、スウェーデン・アルスヴェンスカン1部に属するAIKソルナに移籍。すぐさま主力として定着し、2シーズンでリーグ戦51試合に出場し6得点7アシストを記録。2016年及び2017年の2年連続リーグ準優勝したチームの主力選手として活躍した。UEFAヨーロッパリーグでは12試合で1得点1アシストを記録した。
2019年6月、アリス・テッサロニキに3年契約で移籍した。

### 代表
2021年9月5日、ウズベキスタン代表との親善試合でA代表初出場。

## タイトル

### クラブ
AIKソルナ
- スウェーデン・アルスヴェンスカン1部（1回）：2018